# Каппала
Каппала — озеро на территории Лендерского сельского поселения Муезерского района Республики Карелия.

## Общие сведения
Площадь озера — 0,5 км². Располагается на высоте 192,3 метров над уровнем моря.
Форма озера продолговатая, вытянуто с северо-запада на юго-восток. Берега озера каменисто-песчаные, местами заболоченные.
Протокой, вытекающий из северо-западной оконечности озера, соединяется с озером Пузыри.
С северо-востока и юго-востока в озеро втекают два ручья, берущие начало в болотах.
Населённые пункты возле озера отсутствуют. Ближайший — посёлок при станции Мотко — расположен в 25 км к северо-востоку от озера.
Озеро расположено в 2 км от Российско-финляндской границы.
Код объекта в государственном водном реестре — 01050000111102000011318.